# マルクス・コッケイウス・ネルウァ (紀元前36年の執政官)
マルクス・コッケイウス・ネルウァ（ラテン語: Marcus Cocceius Nerva、生没年不明）は紀元前1世紀中期の共和政ローマの政治家・軍人。紀元前36年に執政官（コンスル）を務めた。

## 出自
ネルウァは無名のプレブス（平民）であるコッケイウス氏族の出身である。コッケイウス氏族はウンブリアから来たと言われている。氏族からはマルクス・アントニウスの支持者が多く出ており、ネルウァ以外には紀元前39年の補充執政官ガイウス・コッケイウス・バルブスなどがいる。

## 経歴
紀元前41年、ネルウァはマルクス・アントニウスの下でプロクァエストル・プロプラエトル（財務官代理兼法務官代理）となり、ペルシアの戦いではルキウス・アントニウスと共に行動した。ネルウァはアントニウス軍の将軍の中で、オクタウィアヌスと戦うことを拒否した一人であり、結果紀元前40年にアントニウスとオクタウィアヌスは和解することになる。紀元前38年ごろ、アントニウスはネルウァをプロコンスル（執政官代理）権限で、アシア属州の総督に任命位した。このときにラギナをめぐる幾つかの戦いで勝利し、兵士たちからインペラトル（勝利将軍）の称号を得ている。
このようなアントニウスへの貢献の見返りとして、ネルウァは紀元前36年に執政官に就任した（6月で離職）。紀元前31年には神事遂行十五人委員会（Quindecimviri sacris faciundis）に選ばれ、紀元前29年にはパトリキ（貴族）身分になった。

## 子孫
ネルウァには同名の息子がおり、第2代皇帝ティベリウスの側近となった。第12代皇帝ネルウァはひ孫である。

## 参考資料
- T. Robert S. Broughton, The Magistrates of the Roman Republic, Vol II (1952).
- Syme, Ronald, The Roman Revolution, Clarendon Press, Oxford, 1939.
- Anthon, Charles & Smith, William, A New Classical Dictionary of Greek and Roman Biography, Mythology and Geography (1860).